# Кастіль-де-Вела
Кастіль-де-Вела (ісп. Castil de Vela) — муніципалітет в Іспанії, у складі автономної спільноти Кастилія-і-Леон, у провінції Паленсія. Населення — 71 особа (2010).
Муніципалітет розташований на відстані близько 200 км на північний захід від Мадрида, 34 км на захід від Паленсії.

## Демографія
Динаміка населення (INE ):